# Gulpannad vitstjärt
Gulpannad vitstjärt (Myioborus ornatus) är en fågel i familjen skogssångare inom ordningen tättingar.

## Utseende
Gulpannad vitstjärt är en unikt färgad skogssångare med grå ovansida och gul undersida. Vissa bestånd har helgult ansikte, medan andra har vitt som kontrasterar med lysande gul hjässa. Vita inslag i stjärten är mycket tydliga i flykten.

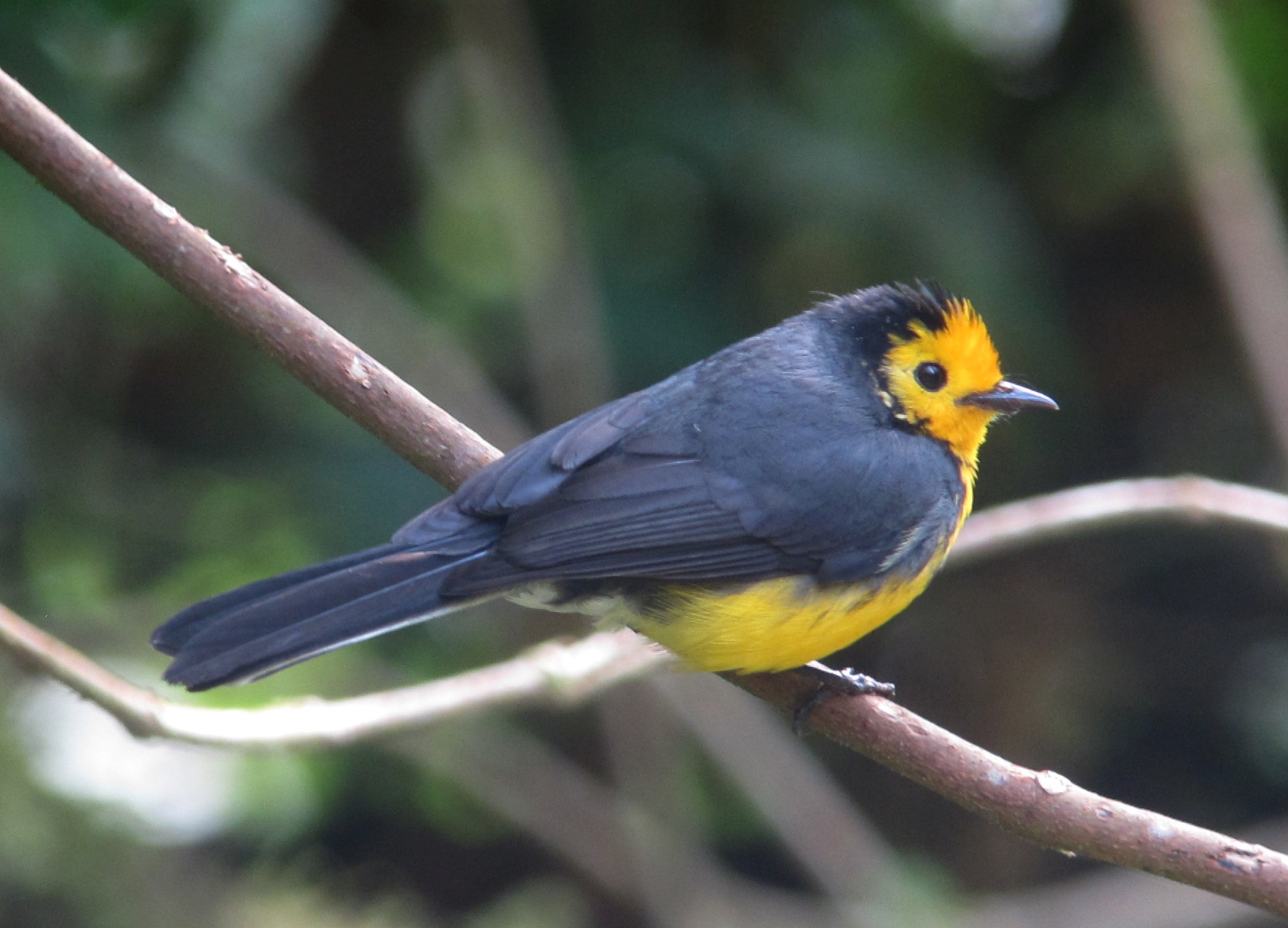

## Utbredning och systematik
Gulpannad vitstjärt har ett relativt begränsat utbredningsområde i Colombia och angränsande Venezuela. Den delas in i två underarter med följande utbredning:
- Myioborus ornatus chrysops – förekommer i västra och centrala Anderna i Colombia (Antioquía till Cauca och Huila)
- Myioborus ornatus ornatus – förekommer i östra Anderna i Colombia och angränsande sydvästra Venezuela (Táchira)

Sedan 2016 urskiljer Birdlife International och naturvårdsunionen IUCN chrysops som en egen art, Myioborus chrysops. 

## Levnadssätt
Gulpannad vitstjärt hittas i övre subtropiska och tempererade zonen i Anderna, på cirka 2400 till 3400 meters höjd. Där ses par eller smågrupper födosöka i skogens alla skikt. Den slår också gärna följe med kringvandrande artblandade flockar.

## Status
IUCN hotkategoriserar underarterna (eller arterna) var för sig, båda som livskraftiga.